# Церква Різдва Пресвятої Богородиці (Горішня Вигнанка)
Церква Різдва Пресвятої Богородиці — парафія і храм Деканату міста Чорткова Бучацької єпархії Української греко-католицької церкви в селі Горішній Вигнанці Чортківської громади Чортківського району Тернопільської области України.

## Відомості
Парафія була заснована 24 травня 2009 року. Тоді ж на місці майбутнього храму встановили та освятили хрест. Згодом для богослужінь збудували невелику капличку, яку 9 січня 2010 року, на свято архидиякона Стефана, освятив Апостольський Адміністратор Бучацької єпархії о. Димитрій Григорак. Служби в ній проводяться й донині.
Від 2014 року триває будівництво кам'яної церкви. На парафії діють: братство «Апостольство молитви», спільнота «Матері в молитві» та біблійний гурток.

## Парохи
- о. Володимир Логуш (від 2009 донині).